# Androide

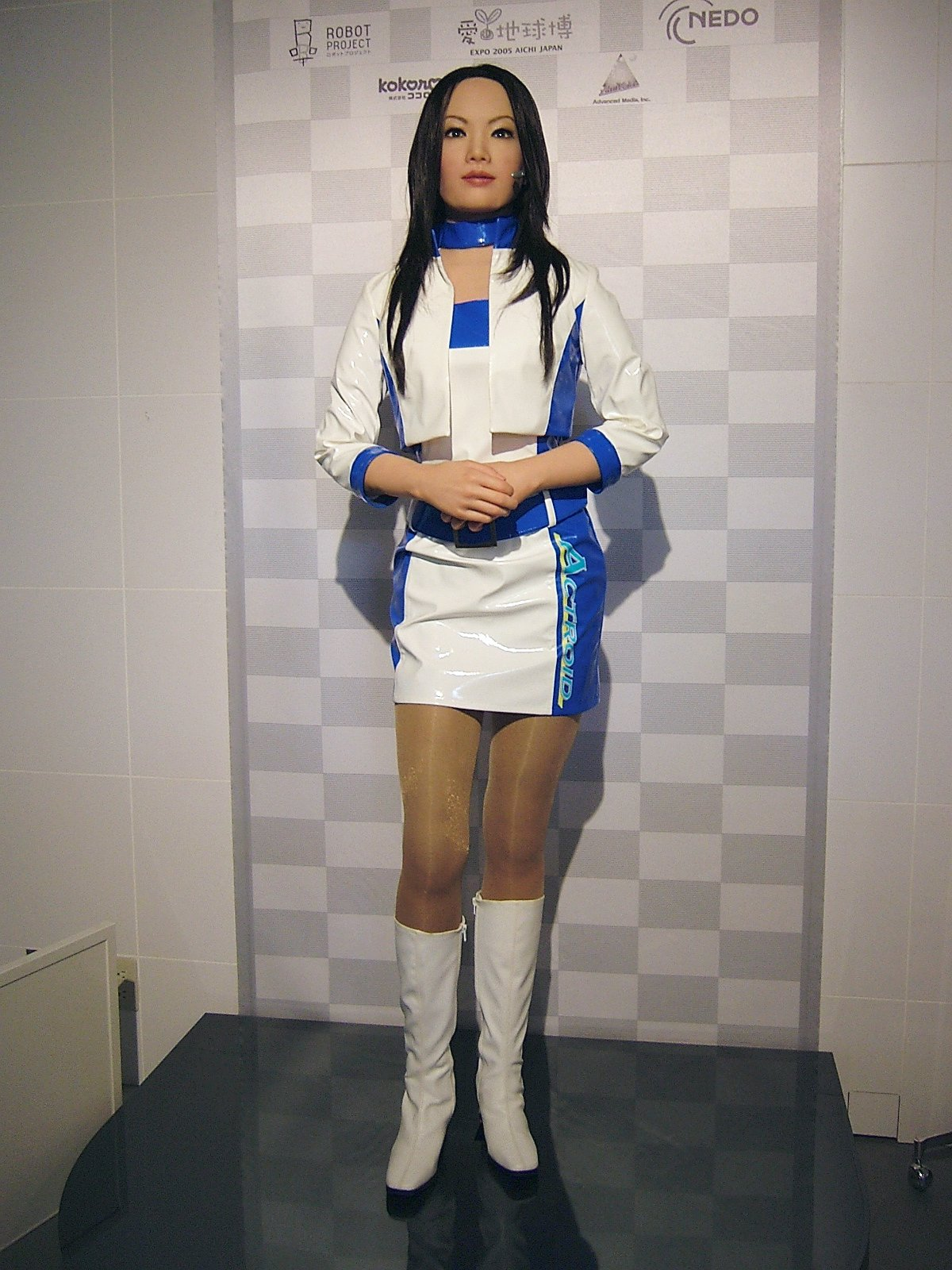
Actroid-DER, ein an der Universität Osaka entwickelter Androide

Androide – auch Android – (Kunstwort, abgeleitet von altgriechisch ἀνδ- andr-, dem Stamm von ἀνήρ anēr, deutsch ‚Mann [im Gegensatz zur Frau], Mensch‘, sowie εἶδος eidos, deutsch ‚Ansehen, Gestalt, Beschaffenheit‘, also wörtlich „einem Mann oder Menschen ähnlich“) ist die Bezeichnung für ein Maschinenwesen bzw. einen Roboter, der einem Menschen täuschend ähnlich sieht und sich menschenähnlich verhält. Ein Androide ist somit eine Art künstlicher Mensch bzw. spezieller humanoider Roboter. Ein humanoider Roboter in Form einer Frau wird gelegentlich auch Androidin oder Gynoid(e) (γυνή gynē, deutsch ‚Frau‘) genannt.
Im Gegensatz zum Cyborg, einer Mischform aus Mensch und Maschine oder einem Menschen mit künstlichen (Körper-)Teilen, sind Androiden rein künstliche Geschöpfe ohne menschliche Bestandteile.

## Definition von Android / Gynoid
Androiden unterscheiden sich von anderen humanoiden Robotern vor allem durch einen menschenähnlicheren Körperbau und menschliche Gesichtszüge. Idealerweise besteht der Androide aus Material, das menschlichem Gewebe ähnelt, einschließlich einer der Haut entsprechenden Hülle.
Androiden sind zwar Roboter, sehen Menschen aber nicht nur zum Verwechseln ähnlich, sondern imitieren darüber hinaus menschliches Verhalten und reagieren auf Reize. Sie verfügen über alle sichtbaren Körperteile sowie künstliche Haut, und die Technik im Inneren ist von außen nicht sichtbar. Im Vergleich zum humanoiden Roboter sind Androiden somit nicht nur deutlich weiter entwickelt, sondern auch unauffälliger. Eine höhere Akzeptanz durch Menschen, die mit Androiden Umgang pflegen, ist als Folge dieses Designs beabsichtigt.

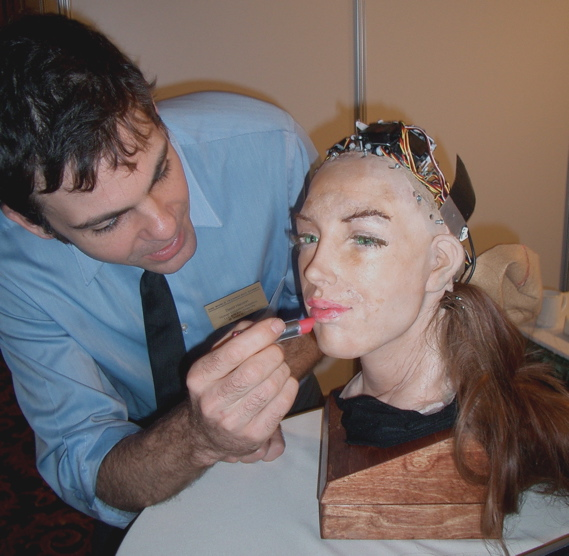
Kopf eines Androiden (Projekt von Hanson Robotics)

### Zur Akzeptanz von Androiden durch Menschen
Eine abstraktere Unterscheidung zwischen Androiden und anderen humanoiden Robotern erfolgt durch die Betrachtung des Uncanny-Valley-Phänomens.
Misst man die Akzeptanz, die ein menschlicher Beobachter menschenähnlichen Robotern entgegenbringt, so lässt sich Folgendes feststellen: Wenn humanoide Roboter deutlich als solche zu erkennen sind und menschliche Eigenschaften aufweisen, wird dies von Menschen als angenehm und positiv empfunden. Nimmt die Menschenähnlichkeit aber weiter zu, dann beginnt der Beobachter, die vermeintlichen Defizite (in der Bewegungsfähigkeit, bei der Sprache etc.) nach tatsächlichen menschlichen Maßstäben zu beurteilen und die Akzeptanz nimmt ab: das Uncanny Valley, das „unheimliche Tal“.
Der hier dargestellte Effekt besagt somit, dass ein echter Mensch ein nicht menschliches Gegenüber solange toleriert, wie der Humanoid entweder klar als nicht-menschlich erkennbar ist oder nicht durch Künstlichkeit in Optik oder (überangepasstes) Verhalten auffällt. Erst wenn ein Humanoid Aussehen und Verhalten des Menschen perfekt imitiert, ist die Schwelle zum Androiden überschritten. Der Androide Data aus der Serie Star Trek ist ein Beispiel für einen fast perfekten Androiden.
Die Androide der Alien-Filme sind z. B. nur noch erkennbar, wenn sie verletzt sind und ihr milchartiges, weißes „Blut“ austritt.

## Geschichte
Der Begriff Androide wurde bereits um 1740 von Eberhard David Hauber verwendet. Laut Hauber hat Gabriel Naudé den Begriff für eine sprechende Bildsäule von Albertus Magnus verwendet. Im 19. Jahrhundert wurden Automaten, die Menschen nachbildeten, als Androiden bezeichnet, so z.  Jacques de Vaucansons Flötenspieler oder auch der Schachtürke. Auch Pierre Jaquet-Droz hatte zwischen 1770 und 1774 drei Androiden konstruiert, die Jaquet-Droz-Automaten. Geforscht wurde zu dieser Zeit auch an sprechenden Maschinen, etwa durch Friedrich von Knauss, Johann Valentin Merbitz und Wolfgang von Kempelen. Die Konstruktion eines Sprachautomaten gelang jedoch nicht. Als der Schachtürke als Fälschung entlarvt wurde, ließ auch das Interesse an menschenähnlichen Automaten nach.
In der Literatur wurden menschenähnliche Roboter im frühen 19. Jahrhundert bei Jean Paul (Der Maschinenmann) und E. T. A. Hoffmann (Der Sandmann, Die Automate) thematisiert. Von Julius Stettenheim wurde 1895 (Muckenich’s Reden und Thaten) auch der Begriff Androide verwendet.
Seit dem 20. Jahrhundert werden Androiden regelmäßig in der Science-Fiction-Literatur und der Futurologie beschrieben. Zu Beginn des 21. Jahrhunderts wurden auch wieder reale Androiden, wie der Repliee Q1 (2003), entwickelt.

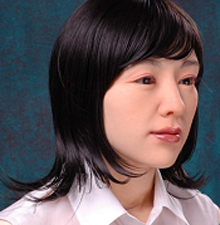
Ever-2-Gynoide vom Korea Institute of Industrial Technology in Südkorea haben die Fähigkeit zu singen

## Androide Forschungsroboter
- Repliee Q1, Universität Osaka
- Nadine[15] (Vorstellung 2016), Konstrukteurin: Nadia Magnenat-Thalmann, Nanyang Technology University, Singapur
- Maria Bot[16][17], (Vorstellung 2020), Konstrukteur: William „Billy“ Barry, Notre Dame de Namur University, USA
- Ameca[18][19] (Vorstellung 2021), Konstrukteur: Engineered Arts, Großbritannien
- Tesla Bot / Optimus (Vorstellung 2022), Konstrukteur: Tesla, Inc., USA

## Androiden in der Science-Fiction
Androiden sind nicht nur wegen ihres dramaturgischen Potentials beliebte Elemente der Science-Fiction. Auch ihre einfache Darstellung durch menschliche Schauspieler machte sie in der Vergangenheit zu attraktiven Figuren für Film und Fernsehen.
Generell lässt sich dabei eine Entwicklung in der Darstellung der künstlichen Menschen erkennen. Während in den 1950er und 1960er Jahren Androiden vor allem rein logisch denkende, vollkommen emotionslose und damit bedrohliche Wesen waren, wurden sie in den folgenden Jahrzehnten zunehmend menschlicher dargestellt. Obwohl sie weiterhin häufig als Antagonisten auftraten, waren sie zunehmend emotionalere Feinde, die Liebe und Hass, Zuneigung und Verachtung empfinden konnten.
Besonders konsequent zeigt sich diese Entwicklung in den Star-Trek-Serien. Während in der Originalserie Raumschiff Enterprise (TOS, 1966–1969) Androiden und künstliche Intelligenzen durchgehend als gefühllose Bedrohung dargestellt wurden, trat in Raumschiff Enterprise – Das nächste Jahrhundert (TNG, 1987–1994) mit Data ein Android als Besatzungsmitglied und Sympathieträger auf, der in einigen Folgen und in den Star-Trek-Kinofilmen sogar (durch einen „Emotions-Chip“) über Emotionen verfügt. Wenn man den holographischen Arzt aus Star Trek: Raumschiff Voyager (VOY, 1995–2001) trotz seines nicht dauerhaft physischen Körpers als Androiden auffasst, bildet er den Abschluss dieser Entwicklung der Androiden hin zum Menschlichen. Der Android ist nicht mehr nur – wie zuvor bereits Data – rechtlich und sozial mit den humanoiden Besatzungsmitgliedern gleichgestellt, sondern verfügt auch charakterlich über eine vollkommen menschliche Persönlichkeit mit allen Begleiterscheinungen wie Ärger oder Eitelkeit.
Häufig werden Androiden als eine äußerlich fast perfekte Imitation des Menschen dargestellt, weswegen sie von anderen Charakteren nicht als Android erkannt werden.
In Battlestar Galactica (2003) geht die physikalische und selbst psychische Ähnlichkeit bis zu dem Punkt, an dem die Androiden über sich selbst nicht wissen, dass sie Androiden sind.
Im Director’s Cut von Blade Runner (1982) ist es nicht eindeutig, ob es sich bei dem Protagonisten um einen Androiden handelt oder nicht. Selbst dem Zuschauer bleibt die Wahrheit verborgen.

## Beispiele in Film und Fernsehen
| Film- oder Serientitel                                                     | Jahr           | Namen der Androiden                                         |
| -------------------------------------------------------------------------- | -------------- | ----------------------------------------------------------- |
| 2046                                                                       | 2004           | Android im Zug (Faye Wong)                                  |
| A. I. – Künstliche Intelligenz                                             | 2001           | David Swinton, Gigolo Joe, Sheila                           |
| A.I. Rising                                                                | 2018           | Nimani                                                      |
| Alien: Covenant                                                            | 2017           | David, Walter                                               |
| Alien – Das unheimliche Wesen aus einer fremden Welt                       | 1979           | Ash                                                         |
| Alien – Die Wiedergeburt                                                   | 1997           | Annalee Call                                                |
| Alien 3                                                                    | 1992           | Bishop                                                      |
| Aliens – Die Rückkehr                                                      | 1986           | Bishop                                                      |
| Andromeda                                                                  | 2000–2005      | Rommie, Doyle u. a.                                         |
| Armitage III, Armitage III – Poly Matrix Armitage III – Dual Matrix        | 1994/1997 2002 | Naomi Armitage                                              |
| Astro Boy                                                                  | 1963           | Astro Boy                                                   |
| Austin Powers – Das Schärfste, was Ihre Majestät zu bieten hat             | 1997           | Fembots                                                     |
| A World Beyond                                                             | 2015           | Athena                                                      |
| Battlestar Galactica                                                       | 2003           | Zylonen                                                     |
| Blade Runner                                                               | 1982           | Replikanten                                                 |
| Cherry 2000                                                                | 1987           | Cherry                                                      |
| Chobits                                                                    | 2002           | Chi                                                         |
| Dark Matter                                                                | 2015–2017      | Android                                                     |
| Der 200 Jahre Mann                                                         | 2000           | Andrew Martin                                               |
| Der Android                                                                | 1982           | Max 404                                                     |
| Der elektronische Doppelgänger                                             | 1979           | Elektronik                                                  |
| Die Androiden – Sie sind unter uns                                         | 1986           |                                                             |
| Die Frauen von Stepford                                                    | 1975           |                                                             |
| Ex Machina                                                                 | 2015           | Ava                                                         |
| Futureworld – Das Land von Übermorgen                                      | 1976           | Revolverheld u. a.                                          |
| Ich bin dein Mensch                                                        | 2021           | Tom                                                         |
| Mahoromatic                                                                | 2010–2012      | Mahoro                                                      |
| Metropolis                                                                 | 1927           | Maria/Maschinenmensch                                       |
| Marvel’s Agents of S.H.I.E.L.D.                                            | 2016/17        | AIDA                                                        |
| Passengers                                                                 | 2016           | Arthur der Barkeeper                                        |
| Plastic Memories                                                           | 2015           | Giftia                                                      |
| Prometheus – Dunkle Zeichen                                                | 2012           | David                                                       |
| Ein Computer wird gejagt (The Questor Tapes, auch Ein Android wird gejagt) | 1974           | Questor                                                     |
| Raumschiff Enterprise – Das nächste Jahrhundert                            | 1987–1994      | Data/B-4/Lore                                               |
| Real Humans – Echte Menschen                                               | 2012           |                                                             |
| Schach dem Roboter                                                         | 1975           |                                                             |
| Spuk von draußen                                                           | 1987           | Opa Rodenwald                                               |
| Screamers – Tödliche Schreie                                               | 1995           | David und Jessica                                           |
| Star Trek: Picard                                                          | 2020–2023      | Dahj/Soji Asha und weitere Androiden des Planeten Coppelius |
| Terminator                                                                 | 1984           | Terminator T-800                                            |
| Terminator 2 – Tag der Abrechnung                                          | 1991           | Terminator T-800 und T-1000                                 |
| Terminator 3 – Rebellion der Maschinen                                     | 2003           | Terminator T-850 und T-X                                    |
| Terminator – Die Erlösung                                                  | 2009           | Terminator T-600, T-700 und T-800                           |
| Terminator Genisys                                                         | 2015           | Terminator T-3000 und T-5000                                |
| The Trouble with Being Born                                                | 2020           | Elli                                                        |
| The Umbrella Academy                                                       | 2019           | Mutter/Grace                                                |
| Westworld                                                                  | 2016–2022      | Dolores, Maeve u. a.                                        |
| The Whispering Star                                                        | 2015           | Yoko Suzuki                                                 |

## Rechtliches
In Deutschland ist gemäß § 131 des Strafgesetzbuches (StGB) die Darstellung von Gewalt gegen „menschenähnliche Wesen“ seit dem 1. April 2004 jener gegen Menschen gleichgestellt. Damit ist auch die Darstellung von Gewalt gegen Androiden, die unter diesen Begriff fallen, strafbar, sofern sie „grausame oder sonst unmenschliche Gewalttätigkeiten“ gegen diese „in einer Art schildern, die eine Verherrlichung oder Verharmlosung solcher Gewalttätigkeiten ausdrückt oder die das Grausame oder Unmenschliche des Vorgangs in einer die Menschenwürde verletzenden Weise darstellt“.